# Kalotina
 (mars 2023).
Si vous disposez d'ouvrages ou d'articles de référence ou si vous connaissez des sites web de qualité traitant du thème abordé ici, merci de compléter l'article en donnant les références utiles à sa vérifiabilité et en les liant à la section « Notes et références ».
Kalotina (en bulgare : Калотина) est un village de l'ouest de la Bulgarie.

## Géographie
Le village de Kalotina est situé dans l'ouest de la Bulgarie, à 44 km au nord-ouest de la capitale Sofia. Il fait partie de la commune de Dragoman ainsi que de la région administrative de Sofia.
Le village se trouve dans une région de plateaux et de basses montagnes.
L'habitat est dispersé entre plusieurs hameaux : Spirktata, Séloto, Balan, Divina Mahala, Slipiok, Kotélèvoet Trn Mahala. Les plusieurs autres hameaux ne sont plus habités  : Golotchèl, Tchorapènova mahala, Hégovan dol, Milbrat, Béjanska mahala et Razkrsté. 

## Histoire
L'origine du village et de son nom ne sont pas précisément connus.
Selon une version, il y aurait une très belle jeune femme s'appelant Tina (bulgare : Tина). Le nom du village viendrait de l'association du mot grec kalos (Modèle:Lang-gr - français : belle) et du prénom de la jeune-femme. Selon une autre version, moins plausible, le nom du village viendrait du fait que ses chemins seraient très boueux : le mot kal ((bulgare : Кал - français : boue) donnant Kalotina bulgare : Калотина.

## Galerie

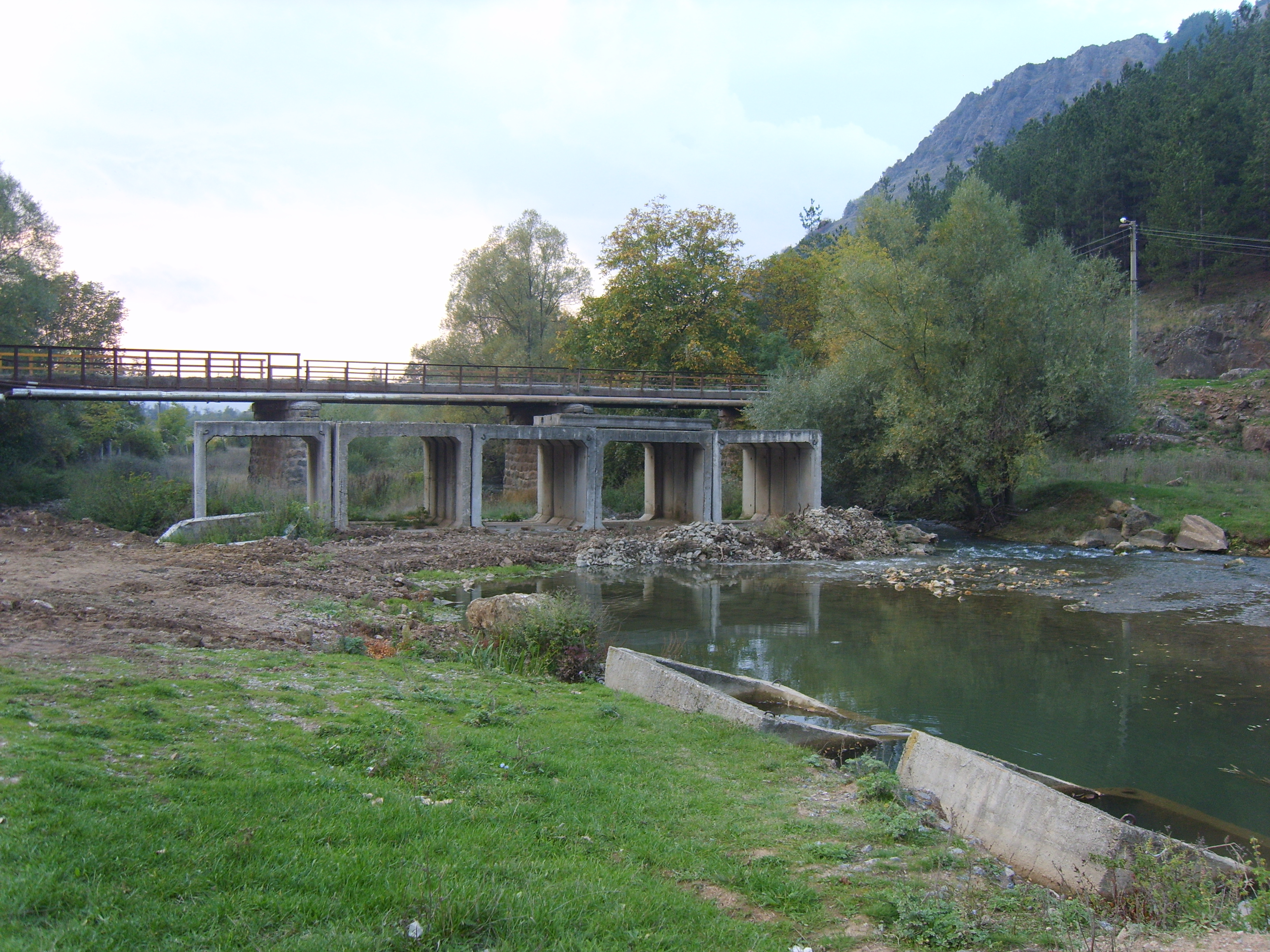
Pont sur la Nichava près de Kalotina.
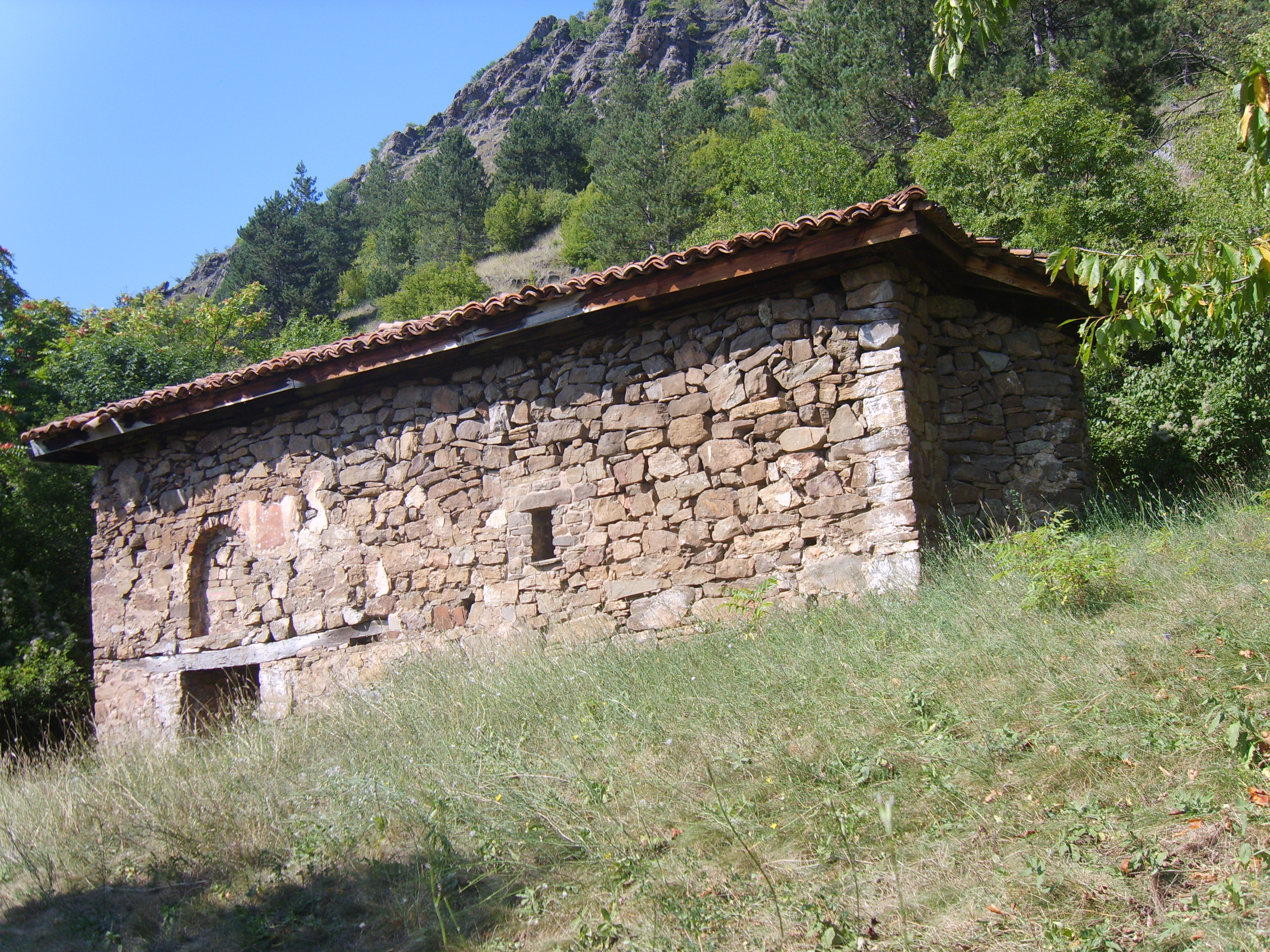
L'élise Saint-Nicolas, dans le hameau de Divina.